# Lista de primeiras-damas do estado do Piauí
Esta é a lista que reúne as primeiras-damas do estado do Piauí.
O termo é usado pela esposa do governador do Piauí quando este está exercendo os plenos direitos do cargo. Em uma ocasião especial, o título pode ser aplicado a mulheres que não são esposas, quando o governador é solteiro ou viúvo. A atual primeira-dama é Isabel Fonteles, esposa do 42.º governador piauiense Rafael Fonteles.
| Nº                                         | Nome                                       | Imagem                                     | Início do mandato       | Fim do mandato          | Governador(a)                          | Notas e Referências |
| ------------------------------------------ | ------------------------------------------ | ------------------------------------------ | ----------------------- | ----------------------- | -------------------------------------- | ------------------- |
| Vago; junta governativa piauiense de 1889. | Vago; junta governativa piauiense de 1889. | Vago; junta governativa piauiense de 1889. | 16 de novembro de 1889  | 26 de dezembro de 1889  | Junta Governativa Piauiense de 1889    |                     |
| 1                                          | Maria da Glória Rodrigues Ferreira         |                                            | 26 de dezembro de 1889  | 4 de junho de 1890      | Gregório Taumaturgo de Azevedo         |                     |
| 2                                          | Emma Riedel Weguelin                       |                                            | 4 de junho de 1890      | 23 de agosto de 1890    | Joaquim Nogueira Paranaguá             |                     |
| 3                                          | Cassiana de Azambuja Besouro               |                                            | 23 de agosto de 1890    | 19 de outubro de 1890   | Gabino Besouro                         |                     |
| 4                                          | Verônica Castelko Branco da Cruz           |                                            | 19 de outubro de 1890   | 27 de dezembro de 1890  | João da Cruz e Santos                  |                     |
| 5                                          | Adélia Guimarães de Oliveira Lima          |                                            | 27 de dezembro de 1890  | 28 de maio de 1891      | Álvaro Moreira de Barros Oliveira Lima |                     |
| Vago; o governador era viúvo.              | Vago; o governador era viúvo.              | Vago; o governador era viúvo.              | 28 de maio de 1891      | 21 de dezembro de 1891  | Gabriel Luís Ferreira                  |                     |
| Vago; junta governativa piauiense de 1891. | Vago; junta governativa piauiense de 1891. | Vago; junta governativa piauiense de 1891. | 21 de dezembro de 1891  | 29 de dezembro de 1891  | Junta Governativa Piauiense de 1891    | [ nota 1 ]          |
| não encontrado.                            | não encontrado.                            | não encontrado.                            | 29 de dezembro de 1891  | 11 de fevereiro de 1892 | João Domingos Ramos                    |                     |
| não encontrado.                            | não encontrado.                            | não encontrado.                            | 11 de fevereiro de 1892 | 1º de julho de 1896     | José Coriolano de Carvalho e Silva     |                     |
| 6                                          | Maria Luiza Mendes Nogueira                |                                            | 1º de julho de 1896     | 1º de julho de 1900     | Raimundo Artur de Vasconcelos          |                     |
| 7                                          | Laura Cesar Burlamaqui                     |                                            | 1º de julho de 1900     | 1º de julho de 1904     | Arlindo Francisco Nogueira             |                     |
| Vago; o governador era viúvo.              | Vago; o governador era viúvo.              | Vago; o governador era viúvo.              | 1º de julho de 1904     | 8 de dezembro de 1905   | Álvaro de Assis Osório Mendes          |                     |
| 8                                          | Maria dos Anjos Mergulhão                  |                                            | 8 de dezembro de 1905   | 5 de dezembro de 1907   | Álvaro de Assis Osório Mendes          |                     |
| 9                                          | Francisca Amélia do Rêgo                   |                                            | 5 de dezembro de 1907   | 31 de março de 1908     | Areolino Antônio de Abreu              |                     |
| não encontrado.                            | não encontrado.                            | não encontrado.                            | 31 de março de 1908     | 1º de julho de 1908     | José Lourenço de Morais e Silva        |                     |
| 10                                         | Maria de Lobão Abreu                       |                                            | 1º de julho de 1908     | 5 de dezembro de 1909   | Anísio Auto de Abreu                   |                     |
| 11                                         | Raquel Rosa da Paz                         |                                            | 5 de dezembro de 1909   | 15 de março de 1910     | Manuel Raimundo da Paz                 |                     |
| 12                                         | Elvira Rosa de Aguiar                      |                                            | 15 de março de 1910     | 1º de julho de 1912     | Antonino Freire                        |                     |
| 13                                         | Adelaide Freire Rosa                       |                                            | 1º de julho de 1912     | 1º de julho de 1916     | Miguel de Paiva Rosa                   |                     |
| 14                                         | Gracy Lopes                                |                                            | 1º de julho de 1916     | 1º de julho de 1920     | Eurípedes Clementino de Aguiar         |                     |
| não encontrado.                            | não encontrado.                            | não encontrado.                            | 1º de julho de 1920     | 1º de julho de 1924     | João Luís Ferreira                     |                     |
| 15                                         | Marcolina de Areia Leão Melo               |                                            | 1º de julho de 1924     | 1º de julho de 1928     | Matias Olímpio de Melo                 |                     |
| 16                                         | Emygdia Rosa de Aguiar                     |                                            | 1º de julho de 1928     | 4 de outubro de 1930    | João de Deus Pires Leal                |                     |
| Vago; o governador era solteiro.           | Vago; o governador era solteiro.           | Vago; o governador era solteiro.           | 4 de outubro de 1930    | 29 de janeiro de 1931   | Humberto de Arêa Leão                  |                     |
| não encontrado.                            | não encontrado.                            | não encontrado.                            | 29 de janeiro de 1931   | 21 de maio de 1931      | Joaquim de Lemos Cunha                 |                     |
| 17                                         | Zilma Cavalcanti Gonçalves                 |                                            | 21 de maio de 1931      | 3 de maio de 1935       | Landry Sales                           |                     |
| 18                                         | Maria do Carmo de Castro Carvalho          |                                            | 3 de maio de 1935       | 9 de novembro de 1945   | Leônidas Melo                          |                     |
| 19                                         | Firmina Maria da Silva Moura               |                                            | 9 de novembro de 1945   | 19 de dezembro de 1945  | Antônio Leôncio Pereira Ferraz         |                     |
| 20                                         | Clóris Fortes do Rego                      |                                            | 19 de dezembro de 1945  | 20 de março de 1946     | Benedito Martins Napoleão do Rego      |                     |
| 21                                         | Jandira Gualberto Correia                  |                                            | 20 de março de 1946     | 3 de setembro de 1946   | José Vitorino Correia                  |                     |
| 22                                         | Carmezina Camponesa Martins da Silveira    |                                            | 3 de setembro de 1946   | 11 de outubro de 1946   | Manuel Sotero Vaz da Silveira          |                     |
| 23                                         | Eurídice Nunes Sobral                      |                                            | 11 de outubro de 1946   | 17 de março de 1947     | Teodoro Sobral                         |                     |
| 24                                         | Florisa Castelo Branco                     |                                            | 17 de março de 1947     | 28 de abril de 1947     | Valdir de Figueiredo Gonçalves         |                     |
| 25                                         | Zilda Da Costa Araujo                      |                                            | 28 de abril de 1947     | 31 de janeiro de 1951   | José da Rocha Furtado                  |                     |
| 26                                         | Maria de Nazaré Freitas                    |                                            | 31 de janeiro de 1951   | 25 de março de 1955     | Pedro Freitas                          |                     |
| 27                                         | Ana Gayoso e Almendra                      |                                            | 25 de março de 1955     | 25 de março de 1959     | Gayoso e Almendra                      |                     |
| 28                                         | Maria do Carmo Rodrigues                   |                                            | 25 de março de 1959     | 3 de julho de 1962      | Chagas Rodrigues                       |                     |
| 29                                         | Ieda Nunes                                 |                                            | 3 de julho de 1962      | 25 de março de 1963     | Tibério Nunes                          |                     |
| 30                                         | Iracema Portella Nunes                     |                                            | 25 de março de 1963     | 12 de agosto de 1966    | Petrônio Portella                      |                     |
| 31                                         | Maria Aurinivia Parente Cruz Alencar       |                                            | 12 de agosto de 1966    | 12 de setembro de 1966  | José Odon Maia Alencar                 |                     |
| 32                                         | Maria Teresinha Nunes                      |                                            | 12 de setembro de 1966  | 14 de maio de 1970      | Helvídio Nunes                         |                     |
| 33                                         | Maria Da Gloria Resende                    |                                            | 14 de maio de 1970      | 15 de maio de 1970      | João Turíbio Monteiro de Santana       |                     |
| 34                                         | Hercília Almeida                           |                                            | 15 de maio de 1970      | 15 de março de 1971     | João Clímaco d'Almeida                 |                     |
| 34                                         | Florisa de Melo Tavares Silva              |                                            | 15 de março de 1971     | 15 de março de 1975     | Alberto Silva                          |                     |
| 35                                         | Maria José Arcoverde                       |                                            | 15 de março de 1975     | 14 de agosto de 1978    | Dirceu Arcoverde                       |                     |
| 36                                         | Eutália Veloso                             |                                            | 14 de agosto de 1978    | 15 de março de 1979     | Djalma Veloso                          |                     |
| 37                                         | Myriam Portela                             |                                            | 15 de março de 1979     | 15 de março de 1983     | Lucídio Portela                        | [ 2 ]               |
| 38                                         | Tânia Napoleão                             |                                            | 15 de março de 1983     | 14 de maio de 1986      | Hugo Napoleão                          | [ 3 ]               |
| 39                                         | Helena Conde Medeiros                      |                                            | 14 de maio de 1986      | 15 de março de 1987     | Bona Medeiros                          | [ 4 ]               |
| 40                                         | Florisa Silva                              |                                            | 15 de março de 1987     | 15 de março de 1991     | Alberto Silva                          | [ 5 ] [ 6 ]         |
| 41                                         | Carlota Freitas                            |                                            | 15 de março de 1991     | 2 de abril de 1994      | Freitas Neto                           |                     |
| não encontrado.                            | não encontrado.                            | não encontrado.                            | 2 de abril de 1994      | 1º de janeiro de 1995   | Guilherme Melo                         |                     |
| 42                                         | Adalgisa Moraes Souza                      |                                            | 1º de janeiro de 1995   | 6 de novembro de 2001   | Mão Santa                              |                     |
| 43                                         | Lúcia Maria Bona Andrade Eulálio           |                                            | 9 de novembro de 2001   | 19 de novembro de 2001  | Kléber Eulálio                         |                     |
| 44                                         | Leda Napoleão                              |                                            | 19 de novembro de 2001  | 1º de janeiro de 2003   | Hugo Napoleão                          | [ 3 ]               |
| 45                                         | Rejane Dias                                |                                            | 1º de janeiro de 2003   | 1º de abril de 2010     | Wellington Dias                        | [ 7 ] [ 8 ] [ 9 ]   |
| 46                                         | Lilian Martins                             |                                            | 1º de abril de 2010     | 4 de abril de 2014      | Wilson Martins                         | [ 7 ] [ 10 ]        |
| 47                                         | Juliana Moraes Souza                       |                                            | 4 de abril de 2014      | 1º de janeiro de 2015   | Zé Filho                               | [ 11 ]              |
| 48                                         | Rejane Dias                                |                                            | 1º de janeiro de 2015   | 31 de março de 2022     | Wellington Dias                        | [ 7 ] [ 8 ] [ 9 ]   |
| Vago; a governadora era solteira.          | Vago; a governadora era solteira.          | Vago; a governadora era solteira.          | 31 de março de 2022     | 31 de Dezembro de 2022  | Regina Sousa                           |                     |
| 49                                         | Isabel Fonteles                            |                                            | 1° de janeiro de 2023   | até a atualidade        | Rafael Fonteles                        | [ 12 ]              |